# Mine Kawakami
Pour les articles homonymes, voir Kawakami.
 (juin 2017).
Mine Kawakami (née en 1969) est une pianiste japonaise contemporaine de réputation internationale, née à Nagakute.

## Biographie
Mine Kawakami a commencé à jouer au piano à l'âge de trois ans, avec l'aide de son voisin, professeur de piano. Titulaire d'un diplôme du lycée de Meiwa et d'un master de musique du département de piano de la Staatliche Musichochscule à Munich, elle a fini son travail d’étude au département de piano (cours de perfectionnement) au Real Conservatorio Superior de Música de Madrid.
Un jour, lorsqu’elle résidait en Espagne, elle fut cambriolée et décida pour poursuivre son rêve de se déplacer à Cuba. Ainsi, elle enseigna le piano de 1999 à 2000 au Nacional de la Musica, le conservatoire national d'école de musique de Cuba, et y étudia la salsa et le jazz latin avec les musiciens locaux. Après une existence nomade durant laquelle elle voyagea à travers le monde, Mine Kawakami est retournée au Japon et s'est établie à Kyoto.
Elle a connu une période où jouer du piano lui provoquait de fortes crispations dans les mains, extrêmement douloureuses, au point d'en éprouver une forme de phobie pour tout ce qui  lui rappelait le piano. Ce n'est qu'après une longue période d'inactivité, qu'elle s'est prudemment remise à jouer ses propres compositions, sans plus rien éprouver de semblable.
Aujourd'hui, elle joue ses propres compositions au Japon, en Allemagne, en Espagne, à Cuba, en Colombie, en Argentine et en Bolivie. Elle organise des programmes internationaux d'échange de musique avec d'autres musiciens et conduit des ateliers de piano et des programmes éducatifs intensifs aux séminaires du compositeur japonais Toru Takemitsu (1930-96) à travers les universités du monde entier.
De par ses nombreux voyages dans le monde entier, Mine Kawakami s'est imprégnée de la culture de chaque pays qu'elle a habité.
De plus ayant été formée à la musique japonaise traditionnelle et à la musique classique européenne (particulièrement aux œuvres de Beethoven, Messiaen, Schumann), Mine Kawakami a tenu des récitals solos de piano en Allemagne, au Japon, aux Pays-Bas et en Espagne.
Elle a connu une période où elle ne parvenait plus à jouer, ses mains étant crispées et lui provoquant d'insupportables douleurs. A ce moment-là, la simple vue d'un piano était au dessus de ses forces, presque terrorisante. Ce n'est que plus tard,en essayant de rejouer,

## Concert à Madrid
Le 16 mars 2006, Mine Kawakami a donné un concert au Circulo de Bellas Artes de Madrid.
Le but du concert était d'endormir le public. Pour cela, les spectateurs se sont déchaussés et allongés sur des futons disposés dans la salle.
Au bout de quelques minutes de musique, les spectateurs étaient assez détendus pour pouvoir s'endormir et sont restés dans cet état de relaxation pendant près de 45 minutes.
Pour arriver à plonger ses auditeurs dans cet état, les compositions de Mine Kawakami mêlent à la fois la musique japonaise traditionnelle et la musique classique européenne.
L'artiste explique sa prestation : « Il faut trouver un espace où les gens ne soient pas dérangés, où ils puissent se détendre [...] Il faut qu’ils se sentent comme sous un ciel étoilé, n'entendant que le léger souffle du vent ».
Le concept expérimental de la « musique à dormir » avait été lancé dans les années 1970 par Fumio Miyashita.

## Participations
Elle a composé et a produit la musique pour la série d'animation « Morizo et Kikkoro », les mascottes officielles de l'Exposition Universelle 2005 Aichi, pour être annoncée par la télévision publique japonaise NHK d'avril 2004 à avril 2005.
En tant qu'invitée principale, elle a joué au Cubadisco 2005, l’Institut cubain de la musique, tenu en mai 2005 à La Havane.

## Citation
« Le piano peut exprimer des possibilités infinies de sons, de rythmes, et de tonalités. Je veux composer et jouer la musique semblable à l'agitation des arbres dans une jungle, le bruit du vent, et la voix de la terre. »  - Mine Kawakami